# Kor Risik DiRaja
Das Kor Risik DiRaja (dt. „Königliches Nachrichtendienstkorps“) ist die nachrichtendienstliche Einheit des Malaysischen Heeres. Er wurde am 7. November 1969 als Kor Risik von Generalmajor Osman Mohammad Jewa, dem damaligen Kommandeur des Heeres gegründet. Seine Wurzeln reichen ins Jahr 1953 zurück. Am 7. Juni 1997 wurde der Einheit der Titel DiRaja (dt. „Königlich“) verliehen.
Derzeitiger Kommandeur der Einheit ist Oberst Ismail Petra. Das Motto lautet Pintar dan Cergas (dt. „Gerissen und tüchtig“). Der Dienst hat sechs Abteilungen. Sein Übungszentrum ist in Sungai Buloh im Bundesstaat Selangor. Ein neues Zentrum wird in Mentakab in Pahang gebaut.

## Schwerpunkte
- Psychologische Kriegführung
- Überwachung
- Spionage
- Militärische Aufklärung
- Spionageabwehr